# Microcacia
Microcacia is een kevergeslacht uit de familie van de boktorren (Cerambycidae). De wetenschappelijke naam van het geslacht werd voor het eerst geldig gepubliceerd in 1939 door Breuning.

## Soorten
Microcacia omvat de volgende soorten:
- Microcacia albosignata Breuning, 1968
- Microcacia longiscapa Breuning, 1939